# Wellow (Somerset)
Wellow is een civil parish in het bestuurlijke gebied Bath and North East Somerset, in het Engelse graafschap Somerset met 529 inwoners.